# 더 트립 어크로스 파리
더 트립 어크로스 파리(La traversee de Paris, The Trip Across Paris)는 프랑스에서 제작된 크로드 오땅-라라 감독의 1956년 코미디 영화이다. 장 가뱅 등이 주연으로 출연하였다.

## 출연

### 주연
- 장 가뱅
- 부르빌
- 제네트 배티

### 조연
- 조르젯 아니스
- 로버트 아르녹스
- 로렌스 배디
- 버나드 라 자리게
- 자크 마린
- 위베르 드 라빠랑
- 한스 버너